# 86세대
86세대(八六世代, 팔육세대)는 ‘80년대 학번, 60년대생인 세대’를 말한다. 주로 1980년대에 학생운동을 통해 민주화운동을 경험한 세대를 통칭하며, 용어가 정의된 1990년대 후반을 기준으로 하여 ‘386세대’라고 부르기도 한다.
민주화 운동을 지지했던 세대로 당시 정부와 민주화세력 대결에 민주화 지지세력이었다. 1980년대는 고졸자의 30% 정도만이 대학에 진학하던 시절이었고, 대학생은 이미 사회적 지식인으로 진입한다고 인정하던 시기였다.
특이한 점은 386세대는 X세대 문화와 일부 겹치며 86세대 전체가 386세대 문화를 지지하지 않았다. 1990년대 오렌지족 문화와 1990년대 패션과 X세대 지향 현상을 공유하던 세대이기도 하다.

## 용어의 정의

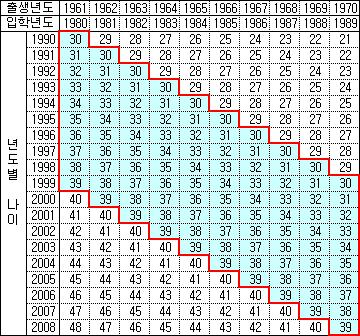
연도별 나이에 따른 386세대

"386 세대"라는 명칭은 원래, 80년대 이후 널리 사용되었던 인텔 80286 또는 인텔 80386 등의 마이크로프로세서를 탑재한 컴퓨터의 명칭이었던 286 컴퓨터, 386 컴퓨터 등의 용어에서 비롯된 조어다.
30대, 80년대 학번, 60년대 생인 세대’라는 용어의 정의를 엄격히 적용하면, 용어의 정의에 "30대"라는 가변적인 나이가 포함되어 있으므로 해가 바뀜에 따라 386세대라 불리는 세대는 1990년에 첫 등장하여 2008년에 사라지게 된다. 그러나 통상적으로 "30대"라는 나이 구분을 제외하고, 시기적으로 제5공화국 때 민주화 투쟁을 했던 대학생 또래들의 세대를 가리킨다. 그래서 1960-70년대 학생운동을 했던 전공투 세대나 유럽 68 혁명에 참여했던 68 세대와 비교되기도 한다.

## 같이 보기
- 6월 항쟁
- 부동산 투기
- 사상 전향
- 신자유주의
- 운동권
- 내셔널리즘
- 전학공투회의
- 제5공화국

## 참조
- 6월항쟁의 빛과 그림자, 386 (386 세대 용어 - 1997년 1월 4일자 조선일보 기사에 첫 등장)